# 休士頓國際影視展
休士頓國際影視展（WorldFest-Houston International Film Festival，或WorldFest-Houston International Film & Video Festival），原為休士頓國際電影節，1961年在德州休士頓首次舉辦 
，於每年四月舉辦，致力於發掘各種形式的傑出獨立影視作品及製作，已超過50屆。著名的獲獎者包括編劇兼導演奧斯卡獲獎影片《守護有心人》的約翰·李·漢考克，以及史蒂芬·史匹柏、蘭德爾·克萊澤和李安。
休士頓國際電影節是休士頓4月的重要文化活動，與舊金山電影節、紐約電影節並稱北美地區三大評選性質的國際影展。
休士頓國際電影節一向以扶持獨立電影、設置大批獲獎單元，每年都能吸引全球數千電影人提交作品參選，為初出茅廬的年輕電影人才提供了大量獲得肯定和嘉獎的機會
休士頓國際電影節共設有最佳故事片、紀錄片、實驗電影、電視廣告、音樂電視、新媒體、電影劇本等10個單元的評選，下設200多個分項，分别为大奖、白金奖、金奖、银奖、铜奖、评委特别奖等。

## 外部連結
- 休士頓國際電影節 - 官方網頁 （页面存档备份，存于）
- 休士頓國際影視展的X（前Twitter）
- 休士頓國際影視展的Facebook專頁
- 休士頓國際影視展的Instagram帳戶